# Nalbant
Nalbant è un comune della Romania di 2 814 abitanti, ubicato nel distretto di Tulcea, nella regione storica della Dobrugia. 
Il comune è formato dall'unione di 3 villaggi: Nalbant, Nicolae Bălcescu, Trestenic.